# 4-hydroxybutaanzuur
4-hydroxybutaanzuur of gamma-hydroxyboterzuur, vrijwel altijd aangeduid met GHB, is een hydroxycarbonzuur. De stof kan uiterst verslavend zijn, zowel geestelijk als lichamelijk, met zeer schadelijke gevolgen voor de gezondheid. GHB is door de Nederlandse overheid op de lijst van harddrugs geplaatst (lijst 1 van de Opiumwet).
In 1961 werd 4-hydroxybutaanzuur in het laboratorium gesynthetiseerd. In de jaren 1960 en 1970 stond deze stof vooral in de belangstelling als slaapmiddel en anestheticum. Sinds 2002 wordt het middel als harddrug geclassificeerd. Sinds de jaren 1990 wordt GHB voornamelijk gebruikt als rapedrug. Het is ook bekend onder namen als: γ-hydroxyboterzuur (ofwel gamma-hydroxyboterzuur, vandaar de afkorting GHB), liquid E, liquid X, everclear en g-riffic. Sinds 2005 is het onder de merknaam Xyrem in gebruik voor de behandeling van narcolepsie met kataplexie.
De stof komt, ook zonder dat men GHB als drug gebruikt, in minieme hoeveelheden in het menselijk lichaam voor. Dat kan worden aangetoond in speeksel, bloed of urine. De stof is wetenschappelijk gezien echter niet endogeen (lichaamseigen), want internationaal is een minimumconcentratie afgesproken om een stof endogeen te noemen en GHB voldoet hier niet aan.

## Gebruik en verslaving in Nederland
In 2016 had ongeveer 1,3 % van de Nederlandse bevolking ooit GHB gebruikt, in het jaar 2015 ongeveer 0,3% van de bevolking (20.000-60.000 mensen). Tussen tweeduizend en dertigduizend mensen gebruikten het in 2017. Veertien procent van de uitgaanders had ervaring met GHB. GHB wordt meer gebruikt door ravers met een laatste maand gebruik van 12% in 2013 in Amsterdam. Achthonderd mensen waren in 2015 in behandeling voor verslaving. GHB-effect is zeer dosisgevoelig.

## Geschiedenis
De eerste poging tot synthese van GHB werd uitgevoerd in 1874 door de Rus Aleksandr Michajlovitsj Zajtsev.
In 1960 isoleerde Henri Laborit voor het eerst GHB uit weefsel van zoogdieren. Hij was op zoek naar een stof die qua werkzaamheid lijkt op GABA, maar beter de bloed-hersenbarrière passeert. Zijn dierproeven toonden aan dat GHB pijnstillende en slaapopwekkende eigenschappen heeft. In 1961 vond Camille Georges Wermuth een methode om langs chemische weg GHB te maken, door de aminogroep van GABA te vervangen door een hydroxylgroep. Korte tijd later kwam GHB als geneesmiddel (op doktersrecept), onder de merknaam Gamma OH, op de markt en werd gebruikt in de anesthesie, en als slaapmiddel. GHB is nooit op grote schaal gebruikt vanwege de bijwerkingen. Uitzondering is Frankrijk, waar de meeste ervaring met het middel is opgedaan, en het tot in de jaren 80 werd gebruikt.
In de VS was GHB jarenlang verkrijgbaar als voedingssupplement, en het werd vanwege de anabole effecten misbruikt door bodybuilders in de jaren 1980.
In Nederland wordt GHB in de geneeskunde alleen gebruikt in de vorm van het geneesmiddel Xyrem ter behandeling van narcolepsie met kataplexie, het werd daarvoor in 2005 Europees geregistreerd.

### Wetgeving
Sinds 28 april 1999 is GHB in Frankrijk in de Opiumwet opgenomen. In Nederland valt GHB sinds 1 januari 2002 onder de Opiumwet, voorheen alleen onder de Wet op de geneesmiddelenvoorziening. Tot 7 mei 1996 was het middel verkrijgbaar als legale chemische stof. De Inspectie Gezondheidszorg en Jeugd heeft de verkoop verboden op grond van de Wet op de geneesmiddelenvoorziening.
Om het verbod op GHB te omzeilen, werden doe-het-zelfkits op de markt gebracht waarmee men eenvoudig zelf GHB kon maken. Zij bevatten de basisgrondstoffen alsook instructies om (in de juiste verhoudingen) te mengen. De voornaamste ingrediënten voor zelfgemaakte GHB zijn afzonderlijk vrij verkrijgbaar in de handel. Het gaat om:
- gamma-butyrolacton (GBL) of 1,4-butaandiol, dat gebruikt wordt als alkalisch industrieel schoonmaakmiddel,
- natriumhydroxide, dat terug te vinden is in gootsteenontstopper en
- gedestilleerd water of ethanol.

## Effecten
GHB begint ongeveer 15 tot 30 minuten na inname te werken. Veel mensen krijgen van GHB een rustig, warm gevoel: verdoofd en aangeschoten bij lagere doseringen, en dronken bij hoge doseringen. Voor andere mensen zorgt het voor een opgewekte stemming, zij worden praterig. In de meeste gevallen vermindert het angsten en remmingen. De seksuele lust wordt vergroot en men krijgt zin om te vrijen. Aanrakingen worden sterker gevoeld en het vermindert het katerige gevoel na speed en XTC.
De effecten zullen gemiddeld 3 tot 4 uur aanhouden. GHB wordt soms als alternatief gebruikt voor alcohol. Net als bij sommige andere drugs (zoals alcohol) kan de GHB-gebruiker overmoedig en baldadig worden. Nadat de eerste effecten van GHB verdwenen zijn kan de gebruiker zich energieker voelen. De gehele werking van GHB op de neurotransmitters in de hersenen is nog niet geheel duidelijk. Er is geen goede verklaring voor het gegeven dat GHB in eerste instantie een verdovend effect heeft en daarna juist weer energieker kan maken.

## Misbruik
GHB staat bij het grote publiek sinds de jaren 1990 ook bekend als date rape drug. Het middel wordt gebruikt om iemand te verdoven door bij het uitgaan het onopvallend in een drankje toe te voegen en dan te verkrachten. Het slachtoffer reageert door GHB vergiftiging te traag om tegen te stribbelen. GHB heeft echter een heel sterke zoute smaak en zal daarom snel worden geproefd. Daarnaast is een juiste dosering lastig; bij een te hoge dosering zal de persoon het bewustzijn verliezen. Het slachtoffer kan in coma raken en hersenschade oplopen. Het aandeel van GHB in verkrachtingszaken wordt sterk overschat door de media.

## Verslaving
GHB is bij regelmatig gebruik zowel lichamelijk als psychisch ernstig verslavend. Onthoudingssymptomen zijn met name slaapstoornissen, gespannenheid, angstklachten, zweten, trillen, spierpijn en depressieve gevoelens. Acute onthouding kan aanleiding geven tot het ontstaan van ernstige symptomen zoals een epileptisch insult en/of hallucinaties of psychose.
Ontgifting (detoxificatie) wordt in Nederland bij voorkeur klinisch doorgevoerd. Gebleken is dat poliklinisch ontgiften erg moeilijk gaat en ook niet zonder risico is, omdat de ontwenningsverschijnselen niet geheel tegen te gaan zijn door middel van medicijnen (met name benzodiazepinen). Het risico op epilepsie of psychose en het optreden van ontwenningsverschijnselen wordt het best beperkt door middel van het langzaam afbouwen met behulp van GHB zelf. Bij een aantal verslavingszorginstellingen bestaat een klinische detoxbehandeling waarbij middels een GHB-afbouwschema ontgift wordt. Vanwege de psychische afhankelijkheid is nabehandeling na een ongiftiging over het algemeen noodzakelijk. Ook het mogelijk nut en/of toevoeging van het medicijn baclofen bij GHB-GBL-ontwenning wordt momenteel onderzocht.

## Gebruikersdosering
Het doseren van GHB is moeilijk en gaat vaak mis. Dit heeft verschillende oorzaken. Ten eerste is de bandbreedte van de dosis die het gewenste effect geeft klein. Het verschil tussen een roes en een coma kan soms slechts enkele milliliters uit elkaar liggen. Ten tweede is de exacte samenstelling van de gebruikte GHB vaak onbekend en/of onbetrouwbaar. Het maakt uiteraard groot verschil of de maker van de GHB bijvoorbeeld 500 of 1000 milligram per milliliter heeft weten op te lossen. Ook maakt het groot verschil of er nog resten van een van de grondstoffen (GBL) in zit (de ervaren gebruiker zal dit proeven). Ten derde speelt interactie met andere middelen (en dan met name alcohol) een rol in het uiteindelijke effect van de GHB-inname. Onder andere het slaapgevend effect en de remming op de ademhaling van GHB wordt door alcohol versterkt. Ten vierde is het per individu verschillend welke dosis tot het gewenste effect leidt. Het lichaamsgewicht speelt hierbij een rol, maar ook de individuele gevoeligheid voor het middel.
Een evaluatie van 194 fatale overdoseringen over een tijdspanne van tien jaar, toonde aan dat de meeste sterfgevallen te wijten waren aan GHB-inname in combinatie met andere drugs (met name sedativa zoals alcohol).
Een overdosis GHB kan leiden tot ademstilstand of stikken, doordat het slachtoffer overgeeft in een ongunstige positie. Het betreft een medisch noodgeval en omstanders dienen hulp te verlenen en 112 of een ander relevant alarmnummer te bellen. Bij het constateren van een overdosis dient men het slachtoffer wakker en in beweging te houden indien die daar nog toe in staat is. Het is mogelijk dat het slachtoffer zich goed voelt, maar dat betekent niet dat het slachtoffer niet in gevaar is. Indien dit niet lukt, dient men de gebruiker in een stabiele zijligging te plaatsen en verdere eerste hulp te verlenen. De stabiele zijligging is belangrijk om te voorkomen dat de gebruiker stikt wanneer die overgeeft.